# Jekatěrine Gorgodzeová
Jekatěrine Gorgodzeová (gruzínsky: ეკატერინე გორგოძე, Ekaterine Gorgodze, * 3. prosince 1991) je gruzínská profesionální tenistka. Ve své dosavadní kariéře na okruhu WTA Tour vyhrála jeden deblový turnaj. K němu přidala čtyři trofeje ve čtyřhře ze série WTA 125K. V rámci okruhu ITF získala sedmnáct titulů ve dvouhře a dvacet devět ve čtyřhře.
Na žebříčku WTA byla ve dvouhře nejvýše klasifikována v květnu 2022 na 108. místě a ve čtyřhře v témže datu na 52hh. místě.
V gruzínském fedcupovém týmu debutovala v roce 2007 mauricijským základním blokem 2. skupiny zóny Evropy a Afriky proti Portugalsku, v němž prohrála čtyřhru v páru se Sofijí Kvacabajovou. Gruzínky odešly poraženy 0:3 na zápasy. Do září 2022 v soutěži nastoupila k třiceti třem mezistátním utkáním s bilancí 12–14 ve dvouhře a 6–6 ve čtyřhře.

## Tenisová kariéra
V rámci událostí okruhu ITF debutovala jako čtrnáctiletá v září 2006, když na turnaj v gruzínské metropoli Tbilisi s rozpočtem 10 tisíc dolarů obdržela divokou kartu. Po výhře čtyř zápasů, podlehla až ve finále Rusce Varvaře Timofejevové z osmé světové stovky. Premiérový titul v této úrovni tenisu vybojovala během ledna 2011 na mallorském turnaji dotovaném 10 tisíci dolary. Ve finále přehrála Ukrajinku Sofiji Kovalecovou, figurující v sedmé stovce žebříčku. Do kvalifikace okruhu WTA Tour poprvé zasáhla na úvodním ročníku Baku Cupu 2011. Do dvouhry ji však nepustila 213. hráčka klasifikace Eirini Georgatouová z Řecka, jíž podlehla v kvalifikačním kole. V bakuské čtyřhře si zahrála první zápas v hlavní soutěži WTA, když s Ruskou Marijí Žarkovovou prohrály s australsko-thajským párem Daniella Dominikovicová a Noppawan Lertcheewakarnová.
V kvalifikaci nejvyšší grandslamové kategorie debutovala na newyorském US Open 2018. Po výhře nad Američankou Caty McNallyovou nestačila na Kanaďanku Eugenie Bouchardovou. Následně neprošla kvalifikačním sítem na sedmi grandslamech v řadě, včetně dubajského Australian Open 2021, kde nenašla recept na Chorvatku Janu Fettovou. V hlavní soutěži turnaji velké čtyřky se poprvé představila na French Open 2021. V prvním kole ji přehrála Clara Tausonová. Premiérové finále na túře WTA odehrála ve čtyřhře Palermo Ladies Open 2019. S Nizozemkou Arantxou Rusovou však podlehly švédsko-českým turnajovým jedničkám Cornelii Listerové a Renatě Voráčové.

## Finále na okruhu WTA Tour
| Legenda                                      |
| -------------------------------------------- |
| D – dvouhra; Č – čtyřhra                     |
| Grand Slam (0)                               |
| Turnaj mistryň (0)                           |
| Premier Mandatory & Premier 5 / WTA 1000 (0) |
| Premier / WTA 500 (0)                        |
| International / WTA 250 (2–1 Č)              |

### Čtyřhra: 3 (2–1)
| Stav       | č. | datum         | turnaj             | kategorie     | povrch    | spoluhráčka         | soupeřky ve finále                                | výsledek         |
| ---------- | -- | ------------- | ------------------ | ------------- | --------- | ------------------- | ------------------------------------------------- | ---------------- |
| Finalistka | 1. | červenec 2019 | Palermo, Itálie    | International | antuka    | Arantxa Rusová      | Cornelia Listerová Renata Voráčová                | 6–7(2), 2–6      |
| Vítězka    | 1. | říjen 2021    | Kluž, Rumunsko     | WTA 250       | tvrdý (h) | Irina Baraová       | Aleksandra Krunićová Lesley Pattinama Kerkhoveová | 4–6, 6–1, [11–9] |
| Vítězka    | 2. | červenec 2022 | Budapešť, Maďarsko | WTA 250       | antuka    | Oxana Kalašnikovová | Katarzyna Piterová Kimberley Zimmermannová        | 1–6, 6–4, [10–6] |

## Finále série WTA 125
| Legenda                  |
| ------------------------ |
| D – dvouhra; Č – čtyřhra |
| WTA 125 (4–1 Č)          |

### Čtyřhra: 5 (4–1)
| Stav       | č. | datum         | turnaj                  | povrch | spoluhráčka       | soupeřky ve finále                            | výsledek         |
| ---------- | -- | ------------- | ----------------------- | ------ | ----------------- | --------------------------------------------- | ---------------- |
| Finalistka | 1. | červen 2021   | Bol, Chorvatsko         | antuka | Tereza Mihalíková | Aliona Bolsovová Katarzyna Kawaová            | 1–6, 6–4, [6–10] |
| Vítězka    | 1. | září 2021     | Karlsruhe, Německo      | antuka | Irina Baraová     | Katarzyna Piterová Majar Šarífová             | 6–3, 2–6, [10–7] |
| Vítězka    | 2. | listopad 2021 | Buenos Aires, Argentina | antuka | Irina Baraová     | María Lourdes Carléová Despina Papamichailová | 5–7, 7–5, [10–4] |
| Vítězka    | 3. | listopad 2021 | Montevideo, Uruguay     | antuka | Irina Baraová     | Carolina Alvesová Marina Bassolsová Riberová  | 6–4, 6–3         |
| Vítězka    | 4. | duben 2022    | Marbella, Španělsko     | antuka | Irina Baraová     | Vivian Heisenová Katarzyna Kawaová            | 6–4, 3–6, [10–6] |

## Tituly na okruhu ITF
| Dotace turnajů okruhu ITF | Dotace turnajů okruhu ITF |
| ------------------------- | ------------------------- |
| 100 000 $ tournaments     | 80 000 $ tournaments      |
| 75 000 $ tournaments      | 60 000 $ tournaments      |
| 50 000 $ tournaments      | 25 000 $ tournaments      |
| 15 000 $ tournaments      | 10 000 $ tournaments      |

### Dvouhra (18 titulů)
| Č.  | datum         | turnaj                      | povrch | poražená finalistka       | výsledek           |
| --- | ------------- | --------------------------- | ------ | ------------------------- | ------------------ |
| 1.  | leden 2011    | Mallorca, Španělsko         | antuka | Sofija Kovalecová         | 6–4, 6–2           |
| 2.  | březen 2011   | Antalya, Turecko            | antuka | Isabella Šinikovová       | 6–1, 6–3           |
| 3.  | srpen 2012    | Rotterdam, Nizozemsko       | antuka | Lesley Kerkhoveová        | 7–6(7–5), 2–6, 6–4 |
| 4.  | listopad 2013 | Antalya, Turecko            | antuka | Diana Buzeanová           | 4–6, 6–1, 6–4      |
| 5.  | září 2015     | Telavi, Gruzie              | antuka | Ani Amiražjanová          | 5–7, 6–2, 6–2      |
| 6.  | listopad 2015 | Antalya, Turecko            | antuka | Jelena Rybakinová         | 7–5, 6–7(3–7), 6–3 |
| 7.  | prosinec 2015 | Antalya, Turecko            | antuka | Ayla Aksuová              | 6–4, 6–2           |
| 8.  | leden 2016    | Antalya, Turecko            | antuka | Viktorija Tomovová        | 6–4, 6–0           |
| 9.  | červenec 2017 | Istanbul, Turecko           | antuka | Sanaz Marandová           | 6–2, 6–1           |
| 10. | červenec 2017 | Telavi, Gruzie              | antuka | Margaux Bovyovová         | 6–2, 6–0           |
| 11. | srpen 2017    | Istanbul, Turecko           | antuka | Gebriela Mihajlovová      | 6–3, 6–1           |
| 12. | prosinec 2017 | Castellón, Španělsko        | antuka | Estrella Cabeza Candelová | 6–0, 3–6, 6–1      |
| 13. | květen 2018   | Tbilisi, Gruzie             | tvrdý  | Lesley Kerkhoveová        | 6–4, 6–4           |
| 14. | červenec 2018 | Astana, Kazachstán          | tvrdý  | Sabina Šaripovová         | 6–4, 6–1           |
| 15. | srpen 2018    | Hechingen, Německo          | antuka | Laura Siegemundová        | 6–2, 6–1           |
| 16. | září 2019     | Frýdek-Místek, Česko        | antuka | Katharina Gerlachová      | 6–1, 7–6(8–6)      |
| 17. | srpen 2021    | Grodzisk Mazowiecki, Polsko | antuka | Chloé Paquetová           | 7–6(9–7), 0–6, 6–4 |
| 18. | květen 2023   | Kachreti, Gruzie            | tvrdý  | Anna Broganová            | 6–2, 6–2           |

### Čtyřhra (33 titulů)
| Č.      | datum         | turnaj                       | povrch    | spoluhráčka              | poražené finalistky                            | výsledek                             |
| ------- | ------------- | ---------------------------- | --------- | ------------------------ | ---------------------------------------------- | ------------------------------------ |
| 1.      | duben 2011    | Antalya, Turecko             | antuka    | Laura-Ioana Andreiová    | Alexandra Romanovová Marija Žarkovová          | 6–1, 7–5                             |
| 2.      | únor 2012     | Rancho Mirage, Spojené státy | tvrdý     | Sofja Šapatavová         | Valerija Solovjovová Lenka Wienerová           | 6–2, 3–6, [10–6]                     |
| 3.      | březen 2012   | Clearwater, Spojené státy    | tvrdý     | Aljona Sotnikovová       | Naomi Broadyová Heather Watsonová              | 6–3, 6–2                             |
| 4.      | květen 2012   | Grado, Itálie                | antuka    | Margalita Čachnašviliová | Claudia Giovineová Anastasia Grymalská         | 7–6(7–2), 7–6(7–1)                   |
| 5.      | srpen 2012    | Ratingen, Německo            | antuka    | Sofja Kvacabajová        | Kim Grajdeková Sylwia Zagórská                 | 6–3, 6–4                             |
| 6.      | srpen 2012    | Enschede, Nizozemsko         | antuka    | Sofja Kvacabajová        | Kim Kilsdonková Nicolette van Uitertová        | 6–4, 1–6, [10–6]                     |
| 7.      | březen 2014   | Antalya, Turecko             | tvrdý     | Sofja Kvacabajová        | Kostićová Chantal Škamlová                     | 4–6, 6–1, [10–8]                     |
| 8.      | listopad 2014 | Antalya, Turecko             | antuka    | Aljona Fominová          | Natalija Kostićová Chantal Škamlová            | bez boje                             |
| 9.      | listopad 2014 | Antalya, Turecko             | antuka    | Sofja Kvacabajová        | Réka Luca Janiová Julia Stamatovová            | 7–6(7–3), 7–6(9–7)                   |
| 10.     | prosinec 2014 | Ankara, Turecko              | tvrdý (h) | Nastja Kolarová          | Olexandra Korašviliová Elica Kostovová         | 6–4, 7–6(7–5)                        |
| 11.     | leden 2015    | Antalya, Turecko             | antuka    | Sofja Kvacabajová        | Agata Barańská Victoria Munteanová             | 6–2, 6–2                             |
| 12.     | únor 2015     | Antalya, Turecko             | antuka    | Viktorija Kanová         | Cornelia Listerová Aljona Sotnikovová          | 6–1, 6–0                             |
| 13.     | březen 2015   | Sevilla, Španělsko           | antuka    | Victoria Kanová          | Sandra Klemenschitsová Dinah Pfizenmaierová    | 6–3, 6–2                             |
| 14.     | květen 2015   | Caserta, Itálie              | antuka    | Sofja Šapatavová         | Alice Matteucciová İpek Soyluová               | 6–0, 7–6(8–6)                        |
| 15.     | květen 2015   | Maribor, Slovinsko           | antuka    | Nastja Kolarová          | Petra Krejsová Kateřina Vaňková                | 6–2, 6–4                             |
| 16.     | červen 2015   | Toruň, Polsko                | antuka    | Sofja Šapatavová         | Magdalena Fręchová Katharina Lehnertová        | 6–4, 6–4                             |
| 17.     | září 2015     | Buča, Ukrajina               | antuka    | Sofja Šapatavová         | Olga Jančuková Anastasija Vasyljevová          | 7–5, 6–2                             |
| 18.     | říjen 2015    | Šymkent, Kazachstán          | antuka    | Sofja Kvacabajová        | Albina Chabibulinová Polina Merenkovová        | 7–5, 3–6, [10–6]                     |
| 19.     | říjen 2015    | Šymkent, Kazachstán          | antuka    | Sofja Kvacabajová        | Kamila Kerimbajevová Margarita Lazarevová      | 7–5, 6–2                             |
| nehráno | červenec 2016 | Bursa, Turecko               | antuka    | Sofja Šapatavová         | Akgul Amanmuradovová Natela Dzalamidzeová      | zrušeno pro pokus o vojenský převrat |
| 20.     | únor 2017     | Antalya, Turecko             | antuka    | Ayla Aksuová             | Başak Eraydınová Karin Kennelová               | 6–3, 6–1                             |
| 21.     | červenec 2017 | Istanbul, Turecko            | antuka    | Mariam Bolkvadzeová      | Petia Aršinkovová İpek Özová                   | 6–1, 6–3                             |
| 22.     | únor 2018     | Antalya, Turecko             | tvrdý     | Dea Herdželašová         | Martina Caregarová Federica Di Sarrová         | 6–2, 6–4                             |
| 23.     | březen 2018   | Pula, Itálie                 | antuka    | Sofja Šapatavová         | Katharina Gerlachová Lena Rüfferová            | 6–4, 7–6(7–5)                        |
| 24.     | červen 2018   | Klosters, Švýcarsko          | antuka    | Akgul Amanmuradovová     | Lucie Hradecká Juki Naitová                    | 6–2, 6–3                             |
| 25.     | září 2019     | Saint-Malo, Francie          | antuka    | Maryna Zanevská          | Aliona Bolsovová Tereza Mrdežová               | 6–7(6–8), 7–5, [10–8]                |
| 26.     | listopad 2019 | Nantes, Francie              | tvrdý (h) | Akgul Amanmuradovová     | Jana Sizikovová Vivian Heisenová               | 7–6(7–2), 6–3                        |
| 27.     | prosinec 2020 | Dubaj, SAE                   | tvrdý     | Ankita Rainová           | Aliona Bolsovová Kaja Juvanová                 | 6–4, 3–6, [10–6]                     |
| 28.     | duben 2021    | Bellinzona, Švýcarsko        | antuka    | Anna Danilinová          | Rebecca Marinová Juki Naitová                  | 7–5, 6–3                             |
| 29.     | září 2021     | Valencie, Španělsko          | antuka    | Ysaline Bonaventureová   | Ángela Fita Boludová Oxana Selechmetěvová      | 6–2, 2–6, [10–6]                     |
| 30.     | únor 2023     | Porto, Portugalsko           | tvrdý (h) | Leyre Romero Gormazová   | Matilde Jorgeová Tara Würthová                 | 6–4, 2–6, [11–9]                     |
| 31.     | květen 2023   | Tbilisi, Gruzie              | tvrdý     | Ankita Rainová           | Anastasija Zacharovová Anastasija Zolotarevová | 4–6, 6–2, [10–6]                     |
| 32.     | červen 2023   | Otočec, Slovinsko            | antuka    | Elvina Kalievová         | Sofia Sewingová Kayla Crossová                 | 6–2, 6–3                             |
| 33.     | srpen 2023    | Vratislav, Polsko            | antuka    | Dalila Jakupovićová      | Weronika Ewaldová Daria Kuczerová              | 6–4, 4–6, [10–7]                     |